# 勇之助
勇之助（ゆうのすけ、天保3年（1832年） - 明治33年（1900年））は、越後国岩船郡板貝村（現在の新潟県村上市板貝）出身の水主、漂流経験者。1852年に乗船「八幡丸」が遭難し、9か月の漂流の末にアメリカ商船に救助された。1854年、日本の開国後はじめて来航した商船「レディー・ピアース号」に同乗し、開港したばかりの下田に帰国。欧米諸国に救助された日本人漂流者で、開国後最初に帰国した人物である。

## 生涯

### 生い立ち
天保3年（1832年）、越後国岩船郡板貝村（現在の新潟県村上市板貝）に生まれる。父の重三郎は板貝村の庄屋を務めたこともある人物であった。8歳で父と死別。

### 遭難と救助
嘉永5年（1852年）、19歳の勇之助は、蝦夷地との交易を行っていた廻船八幡丸（やはたまる）に乗り組む。この船の船主の善太郎は板貝に近い寝屋（現在の村上市寝屋）の出身であった。八幡丸は、択捉島から仕入れた塩マスなどを積み、嘉永5年（1852年）9月2日に松前を出港して新潟を目指した。しかし翌日（9月3日）夜、松前小島沖で暴風に遭遇。舵が折れ、津軽海峡に押し戻されてそのまま太平洋を漂流することになった。
八幡丸には勇之助を含めて13人が乗り組んでいた。積み荷の塩マスや貯めた雨水などで食いつないでいたものの、病気や飢えなどから次々と命を落とし、翌年の5月には勇之助を残して全員が死亡した。
嘉永6年（1853年）6月17日、近くを通りかかったアメリカの商船エマ・パッカー号によって救助され、7月2日にサンフランシスコに上陸した。当時サンフランシスコには同じく漂流してアメリカ船に助けられた栄力丸乗組員の浜田彦蔵（ジョセフ・ヒコ）と次作がいた。彦蔵から日本語で話しかけられた勇之助は大変に驚き、助けを求めたという。彦蔵と次作は、勇之助とアメリカ人の間の通訳を行い、勇之助の身元や遭難の状況がアメリカ人に伝わった。ニューヨークの絵入り新聞『イラストレイテッド・ニュース』1853年10月8日付には、八幡丸 (Ya-tha-ma-roo) と勇之助 (Dee-yee-no-skee) に関する記事が見開き2ページで載せられ、ひらがなの一覧表や、勇之助がもたらした日本の道具（貨幣・衣類・羅針盤）などが掲載されている。
サンフランシスコでは船の倉庫番として働く傍ら英語を覚えた。

### 帰国
この間、東インド艦隊司令長官マシュー・ペリーが日本との条約締結の任を帯びて日本に派遣され、嘉永6年6月3日（1853年7月8日）に浦賀沖に到着。いったん日本を離れたのち、嘉永7年1月16日（1854年2月13日）に再度浦賀沖に現れた。日本とアメリカは嘉永7年3月3日（1854年3月31日）に日米和親条約を締結した（黒船来航参照）。
ペリーと懇意であったサンフランシスコ在住の実業家サイラス・E・バロウズ (Silas E. Burrows) は日本の開国が近いと考え、商機をつかむために日本行きを計画した。勇之助はこれを知り、雇い主に懇願してバロウズの船に乗り込む許可を得た。バロウズも日本の漂流民を送り届けて彼自身の口からアメリカの繁栄と親切を語らせることで、通商に道を開くことができると踏んだようである（一方で入国が拒否され身柄を拘束される可能性も考え、親交のあるピアース次期大統領に万一の際には保護してくれるよう手紙を送っている）。通商交渉の手段に漂流民送還を利用したいというアメリカ側の思惑を読み取る見方もある。
嘉永7年6月17日（1854年7月11日）、バロウズ所有の商船レディー・ピアース号 (Lady Pierce) は、船主バロウズ以下19人の乗組員と勇之助を乗せて日本に到着した。これは、日本での任務を終えたペリーが艦隊を日本（下田）から出航させてからわずか15日後のことであった。開港地についてのニュースはまだ米国に届いておらず、バロウズはペリーが入港した浦賀に入港しようとし、金沢小柴沖の夏島前（ペリー艦隊が二度の来航で停泊地とした場所で、ペリーが「アメリカン・アンカレッジ」と命名した場所）まで入り込んで停船した。浦賀奉行所与力中島三郎助の照会に対し、レディー・ピアース号は来航目的を「日本人漂流民の送還」と回答。浦賀奉行所は、条約で開港地とされた下田に向かうよう指示した。これを不服としたバロウズと役人との間で押し問答があったものの、レディー・ピアース号は水先案内人と役人を乗せ、6月26日に下田港に入港した。6月28日、勇之助の身柄は日本側に引き渡された。下田奉行所はバロウズに謝礼の品を贈るとともに、船員に上陸と歩行を許可した。
従来の日本では、遭難・漂流といった不可抗力であれ、外国の地を踏むことは重罪扱いであり、漂流民は長崎に送られて揚屋に収監され厳しい取り調べを受けた。勇之助は長崎には送られることはなく、下田の町役人の家に身柄が預けられて取り調べられた。勇之助は外出時に監視はついたものの比較的自由な行動が認められ、レディー・ピアース号の船員たちと歓談し、買い物に同行して通訳を務めた。こうした中で役人たちは勇之助の英語の能力に注目した。下田奉行所在勤の通詞堀達之助が交渉のやり取りで言葉に詰まった時に、勇之助が口添えをして会話の流れを助けたという。下田奉行所支配組頭伊佐新次郎は、勇之助がかなりの英語を話すことができ、また才能も見受けられることから、勇之助を下田に留め置いて訓練を施し、通詞として登用することを外交上層部（米国使節応接掛林復斎・井戸覚弘ら）に進言した。しかし、勇之助は故郷の母のもとに帰ることを切望したため、通訳採用は実現しなかった。勇之助は下田に続き江戸でも取り調べを受けたあと、板貝村の領主である米沢藩に身柄を引き渡され、8月に帰郷した。

### 帰郷後
勇之助は板貝村に帰ると、菅原重之丞の養子となって名を「良之丞」と改め、妻を娶って娘1人を儲けた。明治5年（1872年）に戸籍法が施行された際には「八十吉」の名で戸籍を届けている。これはキリスト教(ヤソ)の国であるアメリカを訪れたことからだといわれている。
江戸時代、外国の地を踏んだ帰国者は帰郷に際し「外国のことはみだりに口外せぬこと」と約束させられたが、故郷で勇之助は求めに応じて人々に体験談を聞かせた（ただし「聞書」は長らく記録者の家に秘蔵されてきた）。2006年の河元由美子の論文によれば、新潟県には以下3種類の、勇之助の話を聞いた庶民による「聞書」が残されている。
- 『板貝村良之丞アメリカ州漂流帰着の話』（新津市立図書館蔵）[14]
- 『安政二卯年漂流人海府板貝村良之丞より亜墨利加国模様大略聞書』（新発田市立図書館蔵）[14] - 新発田藩士中西氏が聞き取りを行ったもの[15]
- 『北アメリカ漂流伊之助より聞き書』[2][注釈 6]（新潟県立文書館蔵） - 「北蒲乙村丸岡家文書」所収。庄屋の辰蔵に勇之助が語ったもの[2]。

また、以下の資料がある。
- 『アメリカ国ヨリ帰国人御答之下書』（市立米沢図書館蔵）[16][17] - 米沢藩からの下問に対する勇之助の回答の下書き（の写本。書写者は泉岡村の武田源右衛門）[16]

1900年（明治33年）、68歳で死去。
八幡丸の船主善太郎の故郷である村上市寝屋の共同墓地には善太郎の墓の隣に八幡丸慰霊碑がある。

## 人物
- サンフランシスコで勇之助と会った浜田彦蔵はのちに自伝で、初対面時の勇之助は「脇差を身に付け、身のこなしも丁寧で役人風に見えた」と記している[2]。
- 下田奉行所の伊佐新次郎は勇之助について「尋常の船乗りとは異なり、謙虚な振る舞いをして、（日本語の）読み書きもできる。英語の読み書きも会話もできる」[注釈 7]と記している[3]。
- 勇之助はエマ・パッカー号に救助されてからの約1年間をアメリカ人の中で過ごしたが、アメリカ人との間に良好な人間関係を構築したようである[3]。後年勇之助が郷里の人に語ったところによれば、アメリカ人から「日本に帰らないで家の婿になれ」と言われて困惑したこともあったという[3]。一方、下田で日本側に引き渡された際、勇之助は「月代を剃って一時も早く日本人の姿に戻りたい」と言った[3]。研究者の河元由美子は、状況を読む能力や環境に順応する能力を指摘している[18]。
- 幕府の聞き取り調査（口書）において、勇之助は、サンフランシスコで彦蔵に会ったことを伏せている[19]。サンフランシスコでは彦蔵に対しても「重太郎」という名を名乗った[19]（『アメリカ彦蔵自伝』では「重太郎」としている[6]）。長らく日本では外国の地を踏むことは重罪扱いであったために、漂流民どうし互いに帰国後迷惑をかけないための配慮と考えられている[19]。

## 備考
- 名前については「伊之助」とする資料もある[注釈 8]が、「越後佐渡デジタルライブラリー」解説では「勇之助」が「正しい」としている[20]。
- レディー・ピアース号で勇之助を日本に送り届けたサイラス・E・バロウズは、マシュー・ペリー提督と懇意で、フランクリン・ピアースとも親交のあった人物であった[9]。レディー・ピアース号の日本訪問記は英字紙『ザ・チャイナ・メール（英語版）』1854年8月24日付けに掲載された[10]。